# Emil Kirschbaum
Emil Kirschbaum (Grötzingen, 25 de julho de 1900 – 12 de agosto de 1970) foi um engenheiro de processos alemão.

## Formação e carreira
Kirschbaum estudou engenharia mecânica em Viena e Braunschweig, onde obteve um doutorado em 1925. Após trabalhar durante três anos na indústria assumiu o Instituto de Engenharia de Aparelhos e Processos (hoje Instituto de Engenharia de Processos Térmicos) em Karlsruhe como contratado para a criação do curso de engenharia química.
Após a habilitação no Instituto de tecnologia da refrigeração foi nomeado professor associado de engenharia de aparelhos na TH Karlsruhe em 1934.
Por meio do trabalho de Kirschbaum, a engenharia de processo se tornou uma ciência independente na Alemanha. O foco do curso básico era o treinamento de engenharia, enquanto o curso principal incluía treinamento adicional em química física, técnica e orgânica.
Kirschbaum recebeu vários prêmios e condecorações. Recebeu a Medalha DECHEMA de 1951.
Em sua memória foi criada em 1991 a Medalha Emil Kirschbaum pela Deutsche Vereinigung für Chemie- und Verfahrenstechnik (DVCV). É concedida por serviços para o desenvolvimento da engenharia de processo térmico.

## Obras
- Berthold Koch, Emil Kirschbaum: Grundlagen des Wärmeaustausches. Beucke, 1950, 134 S.
- Emil Kirschbaum: Destillier- und Rektifiziertechnik. Springer-Verlag, 4. Auflage 1969, ISBN 3-540-04580-5, 494 S.